# Cacosternum platys
Cacosternum platys es una especie  de anfibios de la familia Pyxicephalidae.

## Distribución geográfica
Se encuentra en Sudáfrica.  